# Kimolos
Kimolos (tiếng Hy Lạp: ?) là một khu tự quản ở vùng Nam Egeo, Hy Lạp. Khu tự quản Kimolos có diện tích 53 km², dân số theo điều tra ngày 18 tháng 3 năm 2001 là 838 người.